# Ibrahim Sadiq
Ibrahim Sadiq, né le 7 mai 2000 à Accra au Ghana, est un footballeur ghanéen. Il joue actuellement au poste d'ailier droit au AZ Alkmaar.

## Biographie

### FC Nordsjælland
Ibrahim Sadiq est formé par l'académie Right To Dream au Ghana avant de rejoindre le club danois du FC Nordsjaelland. Il fait première apparition en professionnel le 15 juillet 2018, lors d'un match de Superligaen face à l'Esbjerg fB. Il entre en jeu à la place de Andreas Skov Olsen lors de cette rencontre qui se solde par un match nul (1-1). Il inscrit son premier but en professionnel le 25 mai 2019, lors d'une rencontre de championnat face au FC Copenhague. Il entre à nouveau en jeu à la place de Skov Olsen, et son équipe s'impose par trois buts à un.

### BK Hacken
Le 18 février 2022, Ibrahim Sadiq rejoint la Suède pour s'engager en faveur du BK Häcken. Il signe un contrat courant jusqu'en décembre 2025.
Le 25 février 2023, Sadiq se fait remarquer en réalisant un triplé en coupe de Suède face au FC Trollhättan. Titularisé, il permet à son équipe de s'imposer par six buts à un.

### AZ Alkmaar
Le 1er septembre 2023, Ibrahim Sadiq rejoint les Pays-Bas afin de s'engager en faveur de l'AZ Alkmaar. Il signe un contrat de cinq ans, soit jusqu'en juin 2028.
Sadiq marque son premier but pour l'AZ le 26 octobre 2023, lors de la phase de groupe de la Ligue Europa Conférence 2023-2024 contre Aston Villa. Il est titularisé mais voit son équipe s'incliner par quatre buts à un,.
Le 20 septembre 2024, il réalise son premier doublé pour l'AZ, lors d'une rencontre de championnat face au PEC Zwolle. Titulaire ce jour-là, il permet à son équipe de s'imposer par deux buts à un.

### En sélection
Avec l'équipe du Ghana des moins de 17 ans, Ibrahim Sadiq participe à la coupe du monde des moins de 17 ans en 2017. Il se fait remarquer dès le premier match, le 6 octobre, en donnant la victoire aux siens en marquant le seul but de la rencontre face à la Colombie,.
Avec les moins de 20 ans Sadiq participe à la coupe d'Afrique des nations des moins de 20 ans en 2019. Il joue les trois matchs de son équipe, qui termine troisième de son groupe et n'accède donc pas au tour suivant.